# منزل جماعي
المنزل الجماعي (الدار الجماعية) هو منزل خاص مصمم لخدمة الأطفال أو البالغين ذوي الإعاقات المزمنة. ولا يوجد عادة أكثر من ستة مقيمين به مع مقدم رعاية مدرب متواجد طوال اليوم.

## ملخص

### أنواع المنازل الجماعية
يكون ساكن المنزل الجماعي مصابًا عادة باضطراب عقلي أو إعاقة بدنية مزمنة تمنعه من العيش بمفرده. فيحتاج إلى المساعدة المستمرة من أجل مواصلة المهام اليومية، مثل تناول الدواء أو الاستحمام. وقد يكون ساكن المنزل الجماعي يعاني من مشاكل سلوكية تتطلب الإشراف عليه لأنه ربما يشكل خطرًا على نفسه أو الآخرين. قبل سبعينيات القرن الماضي، كانت تُقدم هذه المهمة من قبل المؤسسات والملاجئ وبيوت البر ودور الأيتام.
قد يكون من يعيش في مثل هذا المنزل الجماعي يعاني من إعاقة النمو و/أو يتعافى من إدمان الكحول أو المخدرات و/أو شباب يعاني من إساءة المعاملة أو الإهمال و/أو شباب يعاني من مشاكل سلوكية أو عاطفية و/أو شباب له سجل جنائي. ويختلف المنزل الجماعي عن النُزُل النصيف (نُزل للمرضى الذين يحتاجون عناية طبية دون ضرورة إبقائهم في المستشفيات) في أنه لا يقتصر على شفاء المدمنين أو المجرمين المدانين، وعادة ما يتم تشجيع سكانه للقيام بدور فعال في الحفاظ على الأعمال المنزلية، مثل أداء المهام المنزلية الروتينية أو المساعدة في إدارة الميزانية. في معظم الدول، يمكن للأشخاص التصويت والالتحاق بالجامعة أثناء التواجد في المنزل الجماعي.
قد يكون لساكن المنزل الجماعي حجرته الخاصة أو يتشاركها مع آخرين، ويتشارك المرافق مثل الحمام وغرفة الغسيل والمطبخ وأماكن المعيشة العامة. وأحيانًا تتم معارضة فتح منازل جماعية بالأحياء السكنية من قبل قاطنيها خشية من احتمالية ارتفاع معدل الجريمة بالحيّ وحدوث انخفاض في قيمة عقاراته.
يمكن أن يشير مصطلح المنزل الجماعي إلى المنازل الأسرية التي يوضع بها أطفال وشباب نظام رعاية التبني حتى يتم إيجاد عائلات متبنية لهم. وتوفر المنازل الجماعية للأطفال رعاية تبنٍ بديلة عن الرعاية التقليدية. ويعيش الطفل المفصول عن والديه في بيئة تشبه المنزل إما مع مجموعة من آباء المنزل أو مع فريق متناوب من مقدمي الرعاية المدربين. وتتوفر المنازل الجماعية العلاجية المتخصصة لتلبية احتياجات الأطفال ذوي الصعوبات العاطفية والسلوكية.
وربما تندرج المجموعة الأكبر سنًا في المنازل الجماعية تحت اسم دور الرعاية الداخلية لكبار السن. وقد تم تصميم المنازل الجماعية لكبار السن لتستقبل كبار السن ممن لا يمكنهم العيش بمفردهم بسبب الإعاقات البدنية.
وقد توجد المنازل الجماعية لكبار السن أيضًا تحت اسم دار الرعاية الداخلية، أومرفق رعاية المقيمين لكبار السن، أو مرفق الرعاية الدائمة.

### تكلفة المنازل الجماعية
لا يلزم أن تكون دور الرعاية الداخلية التي تديرها الحكومة منخفضة التكلفة و/أو رديئة الجودة كما قد يتبادر لذهن البعض من الوهلة الأولى. وتوجد اليوم دور رعاية داخلية أكثر تكلفة تقدم النمط الأسري، والجودة العالية، وخيار الرعاية للمستوى التالي من رعاية كبار السن، وهي مرافق الرعاية الدائمة. وتعتمد هذه الدور على زيادة الحاجة إلى المساعدة وتقليل الاستقلالية. وهناك مستويات مختلفة من دور الرعاية الداخلية لكبار السن، و«رعاية مستقلة»، و«رعاية دائمة بدون مساعدة» (الاستخدام الأكثر شيوعًا «للرعاية الدائمة» تشمل عدم المساعدة أو المساعدة البسيطة، أو الرعاية بالدار مع قدر ضئيل من الرعاية المنزلية)، و «رعاية دائمة بمساعدة»، و«رعاية دائمة - رعاية الذاكرة». وتُقدم رعاية الذاكرة لمن يعانون من فقدان الذاكرة، أو الخرف أو الزهايمر.